# Чо Йо Чон
Чо Йо Чон (кор. 조여정) — південнокорейська акторка.

## Біографія
Чо Йо Чон народилася 10 лютого 1981 року у столиці Республіки Корея місті Сеул. Свою акторську кар'єру вона розпочала у 1999 році з епізодичних ролей у серіалах. Практично все наступне десятиліття акторка отримувала лише другорядні ролі у серіалах, знімалася у рекламі та музичних кліпах, таке становище зовсім не влаштовувало Йо Чон. У 2010 році акторка отримала пропозицію зіграти головну жіночу роль у історичному фільмі «Слуга», через велику кількість еротичних сцен в якому від цієї ролі відмовилося багато акторок. Йо Чон погодилася зіграти цю роль, вважаючи, що вона послугує трампліном у її кар'єрі, і не прогадала. Фільм мав успіх у глядачів та отримав численні нагороди на кінофестивалях, все це сприяло підвищенню її популярності.

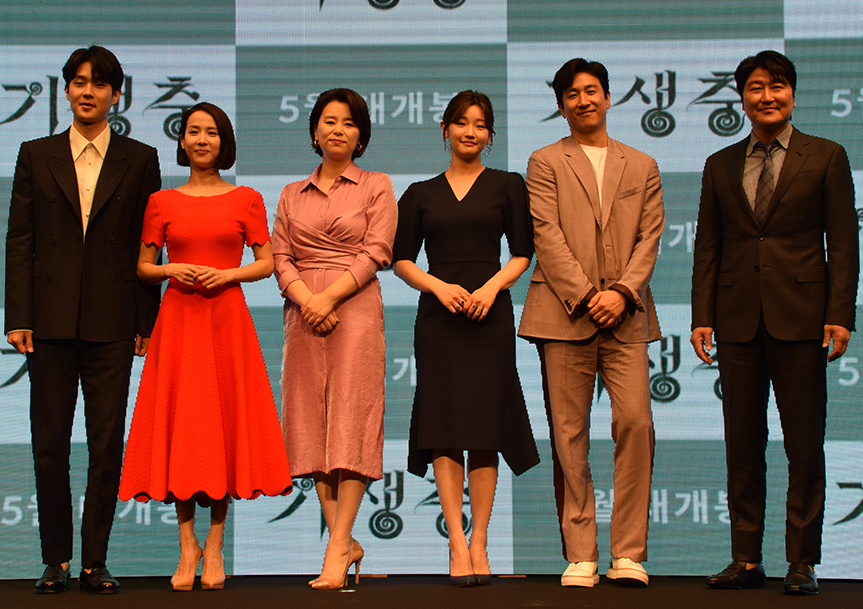
Чо Йо Чон (друга зліва) разом з колегами по фільму «Паразити»

У 2012 році вона отримала головну роль у романтичному серіалі «Коханці з пляжу Хьонде», в якому вдало зіграла веселу та працьовиту доньку колишнього гангстера. У тому ж році її знов запропонували зіграти роль в історичному фільмі з елементами еротики «Наложниця», Йо Чон погодилася на роль хоча і розуміла всі ризики від цього для своєї подальшої кар'єри. Фільм отримав позитивні рецензії від кінокритиків, зібрав великі касові збори у Кореї та показувався у кінотеатрах країн Азійсько-Тихоокеанського регіону. Це зробило Йо Чон впізнаваною за межами Кореї.
У 2016—2017 роках акторка отримала головні ролі у серіалах «Няня» та «Ідеальна дружина» виробництва KBS2, які також принесли їй нагороди. У 2018 році Йо Чон зіграла одну з головних ролей в фільмі відомого режисера Пона Джун Хо «Паразити», прем'єра якого відбулася навесні наступного року на Каннському кінофестивалі.

## Фільмографія

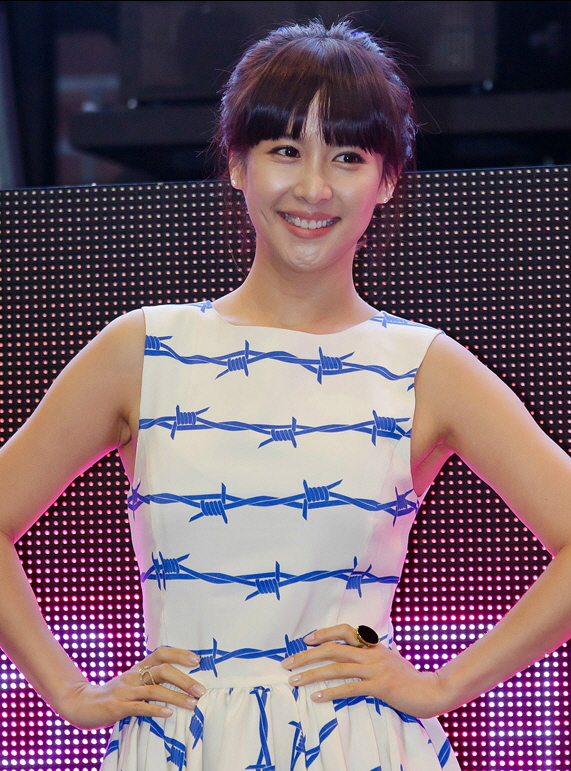
Чо Йо Чон у 2011 році

### Телевізійні серіали
| Рік  | Назва                                     | Роль                   | Мережа |
| ---- | ----------------------------------------- | ---------------------- | ------ |
| 1999 | «Як я?»                                   |                        | SBS    |
| 1999 | «Остання війна»                           |                        | MBC    |
| 1999 | «Ти не знаєш що у мене на умі»            | Ян Мі Рі               | MBC    |
| 2000 | «Гуркіт грому»                            |                        | KBS1   |
| 2002 | «Сільський період»                        | Е Ран                  | SBS    |
| 2002 | «Чан Хїбін»                               | Кім Йон Бін            | KBS2   |
| 2003 | «На південь від сонця»                    | Но Хьо Ін              | SBS    |
| 2003 | «Проблема в будинку мого молодшого брата» | О Дан Бі               | SBS    |
| 2004 | «Умови затвердження»                      | На Е Рі                | KBS2   |
| 2004 | «Я з Чосона»                              | Лі Хан Соль            | MBC    |
| 2006 | «Такий закоханий»                         | Лі Сон Чжу             | MBC    |
| 2008 | «Війна грошей: Початок»                   | Чхве Чі Їн             | tvN    |
| 2009 | «Дорога додому»                           | Чан Мі Рьон            | KBS1   |
| 2009 | «Перлина Мьочон»                          | Со Вон                 | KBS2   |
| 2011 | «Мені потрібна романтика»                 | Сонву Ін Йон           | tvN    |
| 2012 | «Коханці з пляжу Хьонде»                  | Ко Со Ра               | KBS2   |
| 2015 | «Закоханий адвокат по розлученнях»        | Ко Чхьок Хї            | SBS    |
| 2016 | «Няня»                                    | Чхон Ин Чжу            | KBS2   |
| 2016 | «Кохання у місячному сяйві»               | камео                  | KBS2   |
| 2017 | «Ідеальна дружина»                        | Лі Ин Хї / Мун Ин Кьон | KBS2   |
| 2019 | «Чудовий світ»                            | Со Ин Чжу              | JTBC   |
| 2019 | «Жінка з 9,9 мільярда»                    | Чон Со Йон             | KBS2   |
| 2020 | «Якщо зрадиш-помреш                       | Кан Є Джу              | KBS2   |
| 2021 | «Вищий клас»                              | Сон Йо Уль             | tvN    |
| 2022 | «Позаду кожної зірки»                     | камео                  | tvN    |

### Фільми
| Рік  | Назва                          | Роль                        |
| ---- | ------------------------------ | --------------------------- |
| 2002 | «Ідеальна пара»                | Мін А                       |
| 2006 | «Ріккі — поліцейський вампір»  | Йон Хї                      |
| 2010 | «Слуга»                        | Чхунхян                     |
| 2012 | «Наложниця»                    | Шин Хва Йон                 |
| 2014 | «Ціль»                         | Чон Хї Чжу                  |
| 2014 | «Одержимий»                    | Лі Сук Чжин                 |
| 2015 | «Casa Amor: Ексклюзив для дам» | Пек Бо Хї                   |
| 2019 | «Паразити»                     | Йон Кьо (дружина пана Пака) |

### Шоу
| Рік  | Назва                          | Мережа    | Примітки                     |
| ---- | ------------------------------ | --------- | ---------------------------- |
| 1997 | «Kiss Kiss Kiss»               | MBC       | Ведуча                       |
| 2001 | «Комітет 21 століття»          | KBS2      | Постійна учасниця            |
| 2001 | «Казкова країна Кгумдонсан»    | KBS2      | Ведуча                       |
| 2003 | «Споріднені душі»              | MBC       | Постійна учасниця            |
| 2008 | «Ми одружилися» (1 сезон)      | MBC       | учасниця в парі з Лі Хві Дже |
| 2010 | «Дівчата на вершині» (2 сезон) | MTV Korea | Ведуча                       |
| 2010 | «Fox's Butler»                 | MBC       | Постійна учасниця            |
| 2011 | «O'live Beauty On-Air»         | O'live    | Ведуча                       |
| 2013 | «Закон джунглів»               | SBS       | Постійна учасниця            |

## Нагороди
| Рік  | Нагорода                                        | Категорія                                                 | Робота                    | Результат | Прим.  |
| ---- | ----------------------------------------------- | --------------------------------------------------------- | ------------------------- | --------- | ------ |
| 2009 | 23-тя Премія KBS драма                          | Краща акторка одноактної / спеціальної драми              | «Перлина Мьочон»          | Номінація |        |
| 2010 | 14-й Пучхонський Фестиваль фантастичних фільмів | Нагорода Fantasia                                         |                           | Перемога  |        |
| 2010 | 47-ма Премія Великий дзвін                      | Краща акторка                                             | «Слуга»                   | Номінація |        |
| 2010 | 31-а Кінопремія Блакитний дракон                | Краща нова акторка                                        | «Слуга»                   | Номінація |        |
| 2010 | 31-а Кінопремія Блакитний дракон                | Популярна зірка                                           | «Слуга»                   | Перемога  |        |
| 2010 | 26-та Премія Korea Best Dresser Swan            | Найкраще одягнена кіноакторка                             |                           | Перемога  |        |
| 2011 | 47-ма Премія мистецтв Пексан                    | Краща акторка                                             | «Слуга»                   | Номінація |        |
| 2011 | 4-та Премія корейської драми                    | Спеціальна нагорода для кабельного телебачення            | «Мені потрібна романтика» | Номінація |        |
| 2011 | 4-та Премія Ікона стилю                         | SIA's Discovery                                           |                           | Перемога  |        |
| 2012 | 21-а Кінопремія Буїль                           | Краща акторка                                             | «Наложниця»               | Номінація |        |
| 2012 | 26-та Премія KBS драма                          | Нагорода за майстерність (акторка мінісеріалу)            | «Коханці з пляжу Хьонде»  | Номінація |        |
| 2013 | Премія розваг SBS                               | Нагорода за популярність                                  | «Закон джунглів»          | Перемога  |        |
| 2014 | 23-тя Кінопремія Буїль                          | Краща другорядна акторка                                  | «Одержимий»               | Номінація |        |
| 2014 | 34-та Премія Корейської асоціації кінокритиків  | Краща другорядна акторка                                  | «Одержимий»               | Перемога  |        |
| 2014 | 51-а Премія Великий дзвін                       | Краща другорядна акторка                                  | «Одержимий»               | Номінація |        |
| 2014 | 35-та Кінопремія Блакитний дракон               | Краща другорядна акторка                                  | «Одержимий»               | Номінація |        |
| 2015 | 6-та Кінопремія KOFRA                           | Краща другорядна акторка                                  | «Одержимий»               | Перемога  |        |
| 2015 | 51-ша Премія мистецтв Пексан                    | Краща другорядна акторка                                  | «Одержимий»               | Номінація |        |
| 2016 | 30-та Премія KBS драма                          | Нагорода за майстерність (акторка одноактної драми)       | «Няня»                    | Перемога  | [ 8 ]  |
| 2017 | 31-ша Премія KBS драма                          | Нагорода за майстерність (акторки середньотривалої драми) | «Ідеальна дружина»        | Перемога  | [ 9 ]  |
| 2019 | 24-та Кінопремія Chunsa                         | Краща акторка                                             | «Паразити»                | Перемога  | [ 10 ] |
| 2019 | 40-а Кінопремія Блакитний дракон                | Краща акторка                                             | «Паразити»                | Перемога  |        |
| 2019 | 26-та Премія Гільдії кіноакторів                | найкращий акторський склад в ігровому кіно                | «Паразити»                | Перемога  |        |
| 2019 | 33-тя Премія KBS драма                          | Нагорода за високу майстерність (акторки)                 | «Жінка з 9,9 мільярда»    | Перемога  | [ 11 ] |
| 2020 | 34-та Премія KBS драма                          | Нагорода за високу майстерність (акторка)                 | «Жінка з 9,9 мільярда»    | Номінація | [ 12 ] |
| 2020 | 34-та Премія KBS драма                          | Нагорода за майстерність (акторка мінісеріалу)            | «Жінка з 9,9 мільярда»    | Перемога  | [ 12 ] |
| 2020 | 34-та Премія KBS драма                          | Netizen нагорода (акторка)                                | «Жінка з 9,9 мільярда»    | Номінація | [ 12 ] |
| 2020 | 34-та Премія KBS драма                          | Краща пара (разом з Ко Чуном)                             | «Жінка з 9,9 мільярда»    | Перемога  | [ 12 ] |